# Norlandy Tavera
Pour les articles homonymes, voir Tavera (homonymie).
Tavera  Sánchez est un nom espagnol. Le premier nom de famille, en général paternel, est Tavera ; le second, en général maternel, souvent omis, est Sánchez.
Norlandy Tavera Sánchez, né le 17 novembre 1989 à San Juan de la Maguana, est un coureur cycliste dominicain.

## Palmarès sur route

### Par année
- 2007
  - 3e du championnat de République dominicaine sur route juniors
- 2008
  - Clásico de la Marina de Guerra
- 2009
  - 2e étape de la Copa Cero de Oro
  - Vuelta a Barahona :
    - Classement général
    - 3e étape

  - 2e étape du Tour du Chiapas
- 2010
  - 1re étape de la Pre-Vuelta Independencia
  - 2e du championnat de République dominicaine du contre-la-montre espoirs
  - 3e de la Pre-Vuelta Independencia
- 2012
  - 2e étape de la Pre-Vuelta Independencia
  - 1re étape de la Vuelta al Valle del Cibao
- 2014
  - Copa Cero de Oro :
    - Classement général
    - 3e étape

  - 3e du championnat de République dominicaine sur route
- 2015
  -  Champion de République sur route
  - 7e étape de la Vuelta a la Independencia Nacional
  - 3e étape du Clásico Coquí Dorado
  - 1re et 4e étapes du Tour de Tobago
  - 3e étape de la Vuelta a la Hispaniola
  - 2e du Tour de Tobago
- 2016
  - 1re (contre-la-montre par équipes) et 5e étapes de la Vuelta a la Independencia Nacional
  - 2e étape de la Copa Cero de Oro
  - 4e étape du Tour de Tobago
  - 1re étape de la Vuelta a la Hispaniola
  - 2e de la Copa Cero de Oro
- 2017
  - 1re étape de la Vuelta a la Independencia Nacional (contre-la-montre par équipes)
  - 2e étape du Tour del Cibao
- 2018
  - 6e étape de la Vuelta a la Independencia Nacional
  - 2e étape du Gran Premio Santo Domingo
  - 2e du Gran Premio Santo Domingo

### Classements mondiaux
| Année            | 2010 | 2011 | 2012 | 2013 | 2014 | 2015 | 2016 | 2017 |
| ---------------- | ---- | ---- | ---- | ---- | ---- | ---- | ---- | ---- |
| UCI America Tour | 248e |      |      | 192e |      | 315e | 313e | 451e |

## Palmarès sur piste

### Jeux d'Amérique centrale et de la Caraïbe
- Mayagüez 2010
  -  Médaillé d'argent de la poursuite par équipes

### Championnats nationaux
- 2013
  - 3e du championnat de République dominicaine de poursuite[6]
- 2014
  -  Champion de République dominicaine de poursuite par équipes (avec Augusto Sánchez, Juan José Cueto et Jean Carlos Crispín[7])
- 2019
  -  Champion de République dominicaine du kilomètre[8]